# Peto (tauromaquia)
El peto es un utensilio empleado dentro de la tauromaquia destinado a la protección de los caballos durante la suerte de varas a fin de que no sufran cornadas por parte de los astados en el momento del embroque. Su uso está reglamentado desde 1928 y ha evolucionado desde su implementación mejorando la defensa de los equinos y facilitando su movilidad.

## Historia
El uso del peto dentro de los espectáculos taurinos se remonta al primer tercio del siglo XX cuando, bajo el gobierno del dictador Miguel Primo de Rivera se determina el uso de protecciones para los caballos que participen en el transcurso de la lidia. Una medida que pretendía evitar las imágenes excesivamente cruentas que se presenciaban en el ruedo, con animales eviscerados y muertos a causa de las cornadas que le conferían los toros.

Los primeros testimonios del uso del peto se retrotraen a 1917 cuando el diestro Enrique Vargas Minuto idea la forma de realizar una protección para los caballos, probándose en la Plaza de toros de Alicante el 19 de marzo de ese mismo año, en una novillada de la ganadería de Manuel Aleas, donde "por primera vez se ensayará y usará coraza o guardagolpes […] para preservar a los caballos de las heridas". Meses más tarde, el 18 de octubre, en la Plaza de toros de Fuente del Berro, se lidiaba a puerta cerrada un toro de la ganadería de Fernando Pérez Tabernero y que estoqueó el diestro vasco Rufino San Vicente, más conocido como Chiquito de Begoña, acompañado de los picadores Salvador Almela y Eleno Fernández Agujetillas:
Organizado por la Sociedad protectora de animales y plantas, de la que es secretaria madame Taft, se celebró ayer tarde en la Plaza de toros de Madrid el ensayo de unos petos protectores para los caballos en la suerte de varas. [...] El único resultado práctico que se vio fue el de evitar a los espectadores el repugnante espectáculo de los caballos heridos.

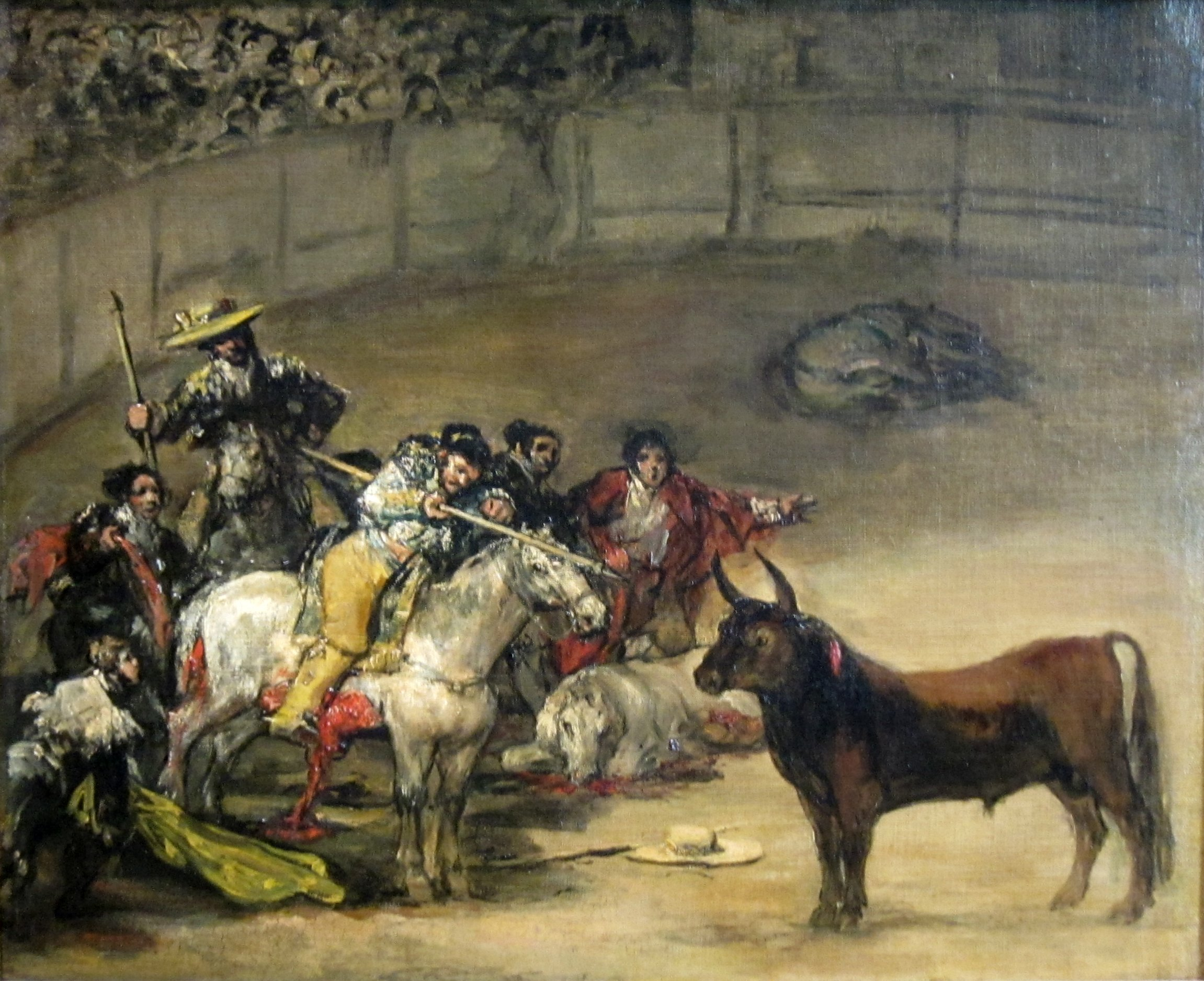
Hasta 1928 no se generalizó el uso del peto en los caballos de picar (Goya, La suerte de varas, 1824)

De aquellas primeras pruebas, que no resultaron todo lo exitosas que se esperaban puesto que "a pesar del peto el toro de Tabernero mató un jaco y mal hirió otro", se empezaría a legislar el uso del peto. Así, y bajo el mandato de Primo de Rivera, el 2 de junio de 1926 se aprueba la creación de una comisión, bajo la presidencia de la Dirección General de Seguridad y la Jefatura Superior de Policía de Madrid, destinada a "la forma de reducir los riesgos de los caballos en las plazas de toros".
Como integrantes de aquella comisión estaban representantes de los distintos sectores de la tauromaquia: Cristóbal Colón de la Cerda, duque de Veragua, en representación de la Unión de Criadores de Toros de Lidia; Gregorio Fraile, como parte de la Asociación de las Empresas de Toros de España; el diestro Esteban Salazar en representación de los toreros; Policarpo Sánchez, como miembro de la Sociedad de Unión de Picadores de Toros; así como el periodista Eduardo Palacio Valdés, en representación de la Asociación de la Prensa de Madrid y Antonio Páez, de la Sociedad Protectora de Animales.
En estas primeras reuniones se acordaba el uso de una nueva puya, verificada por los varilargueros, así como la colocación en la que estos deberían estar a partir de ahora. Pero entre las medidas más significativas de la comisión, estaba el estudio de propuestas para el diseño de un peto que protegiese a los caballos durante la ejecución de la suerte de varas. El 9 de enero de 1927, la Plaza de toros de Murcia acogía su uso en una novillada picada de Manuel Aleas y el 6 de marzo, en la Plaza de toros de Madrid, volvía a probarse el peto con reses de Moreno Santamaría. Las resoluciones de la comisión, sobre los posibles tipos de peto que se habían venido usando, determinará que el 7 de febrero de 1928 Miguel Primo de Rivera decrete el uso obligatorio de los mismos en las plazas de primera categoría: Madrid, Sevilla, Valencia, San Sebastián, Bilbao, Zaragoza y Barcelona.

## Reglamentación
El uso del peto dentro de los espectáculos taurinos está regulado por los distintos reglamentos que existen, tanto en España como en otros países. En el caso español, 

### España

#### Reglamento nacional
El reglamento taurino nacional, aprobado por el Ministerio del Interior de España en 1996, recoge en el artículo 65 las particularidades que deben tener las protecciones de las cuadras de picar durante su intervención en espectáculos taurinos, destacándose las siguientes características:
- El peto de los caballos en la suerte de varas deberá ser confeccionado con materiales ligeros y resistentes y cubrir las partes de la cabalgadura expuestas a las embestidas de las reses.
- El peso máximo del peto, incluidas todas las partes que lo componen, no excederá de 30 kilogramos.
- El peto tendrá dos faldones largos en la parte anterior y posterior del caballo y un faldoncillo en la parte derecha. En cualquier caso, la colocación del peto no entorpecerá la movilidad del caballo. El peto podrá tener dos aberturas verticales en el costado derecho que atenúen la rigidez del mismo. Para garantizar la seguridad de los caballos se utilizarán manguitos protectores.
- Los estribos serán de los llamados de barco, sin aristas que puedan dañar a la res, pudiendo el izquierdo ser de los denominados vaqueros.

#### Reglamento andaluz
El Reglamento taurino de Andalucía (2007) se expresa en unos términos similares a la regulación nacional. De esta manera, la legislación andaluza en materia de asuntos taurinos establece las siguientes particularidades en lo tocante a la protección de los caballos que intervienen en la suerte de varas:
- El peto de los caballos en la suerte de varas deberá ser confeccionado con materiales ligeros y resistentes, y cubrir las partes de la cabalgadura expuestas a las embestidas de las reses.
- El peso máximo del peto, incluidas todas las partes que lo componen, no excederá de 25 kilogramos, con un margen de uso del 15%.
- El peto tendrá dos faldones largos en la parte anterior y posterior del caballo y un faldoncillo en la parte derecha, que una vez colocado no podrá encontrase a menos de 30 centímetros del suelo en todo su perímetro. En cualquier caso, la colocación del peto no entorpecerá la movilidad del caballo. Para garantizar la seguridad de los caballos se utilizarán manguitos protectores, que en ningún caso podrán exceder en conjunto de 15 kilogramos de peso.
- Los estribos serán de los llamados de barco, sin aristas que puedan dañar a las reses, pudiendo el izquierdo ser de los denominados vaqueros.

#### Reglamento vasco
El Reglamento taurino de Euskadi (2013), recogiendo el pensamiento del legislador nacional, establece un mismo criterio a la hora de establecer la conformación de los petos y las defensas para los caballos en la suerte de varas, asignando las siguientes características a estas protecciones:
- El peto de los caballos en la suerte de varas deberá ser confeccionado con materiales ligeros, flexibles y resistentes y cubrir las partes de la cabalgadura expuestas a las embestidas de las reses.
- El peso máximo del peto, incluidas todas las partes que lo componen, no excederá de 25 kilogramos, con un margen de uso del 15%.
- El peto tendrá dos faldones largos en la parte anterior y posterior del caballo y un faldoncillo en la parte derecha.
- En cualquier caso, la colocación del peto no entorpecerá la movilidad del caballo.
- El peto podrá tener dos aberturas verticales en el costado derecho que atenúen la rigidez del mismo.
- Para garantizar la seguridad de los caballos se utilizarán manguitos protectores que en ningún caso podrán exceder en conjunto de 15 kilogramos de peso.
- Los estribos serán de los llamados «de barco», sin aristas que puedan dañar a la res, pudiendo el izquierdo ser de los denominados «vaqueros».

### México
En ciudades como México, que disponen de reglamentación taurina propia (2004), la legislación se expresa de formas similares a lo que ocurre en España en torno a la protección de los caballos en la suerte de picar, buscando el equilibro entre la defensa e integridad del caballo a la hora de participar en el ruedo así como con la movilidad que asegure las buenas prácticas de la lidia. Por esta razón, se establecen las siguientes características:
- Los caballos que se utilicen en la suerte de varas deberán ir protegidos con un peto y accesorios con un peso de veinticinco kilogramos como máximo, a base de materiales ligeros pero resistentes, como yute, algodón, lana, hule espuma u otro similar aprobado previamente por la Delegación, para evitar que el toro sufra más castigo del estrictamente necesario.
- En ningún caso se permitirá colocar protecciones al cuerpo del caballo en adición al peto y sus accesorios.
- El estribo derecho de la montura deberá estar forrado con material ahulado.
- El peto y demás accesorios se pesarán frente al Juez de Plaza e Inspector Autoridad antes y después de la corrida.
- Quienes mojen o agreguen en alguna forma a tales implementos, se les sancionará en los términos de este Reglamento.
- Los caballos que a juicio de los médicos veterinarios resulten con heridas graves durante la lidia, no podrán continuar en ella y deberán ser debidamente atendidos.
- Veinticuatro horas antes del espectáculo la empresa proporcionará a los médicos veterinarios el material de curación que requieran. La atención subsecuente estará a cargo del propietario de la cuadra.

## Partes del peto

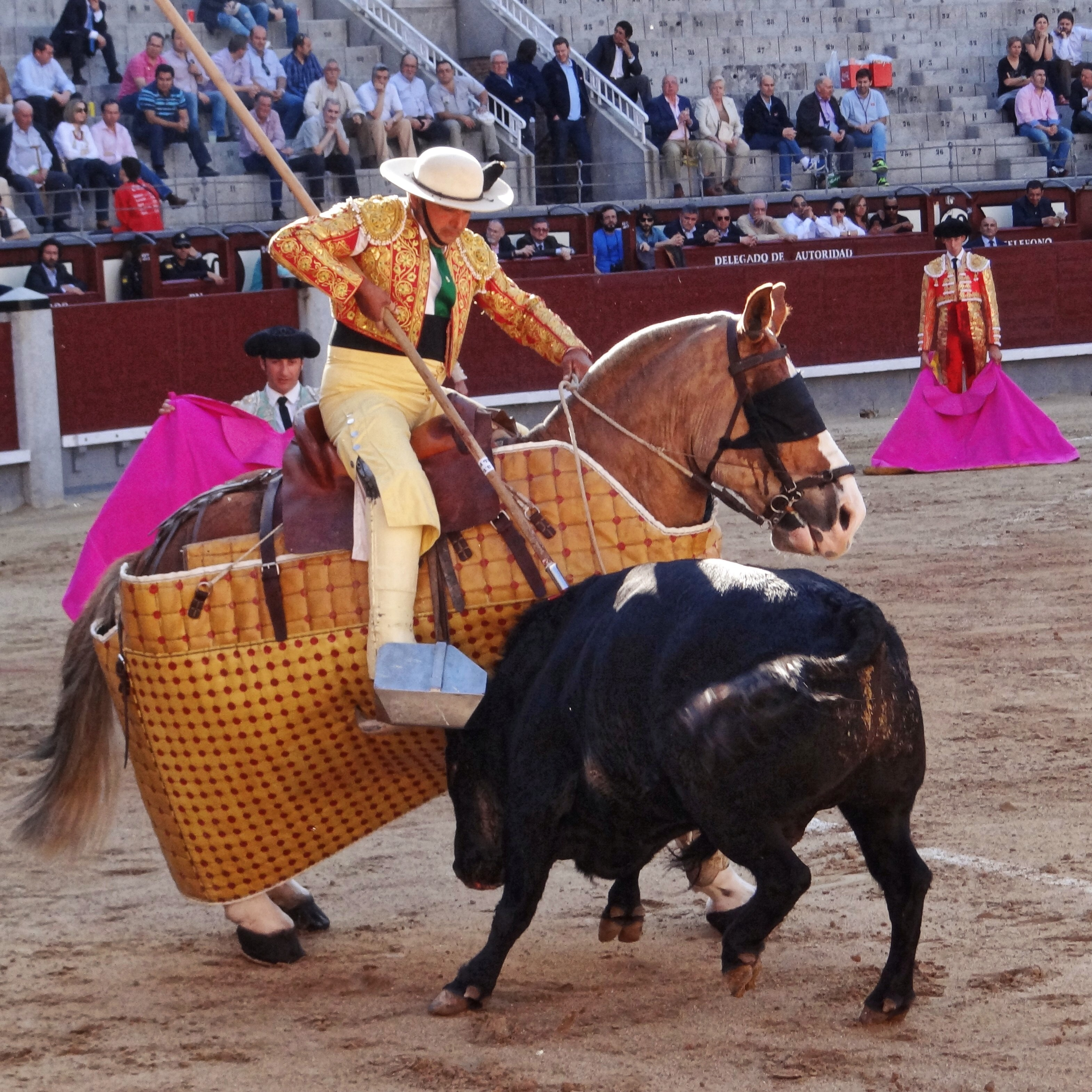
El peto recubriendo el cuerpo del caballo para protegerlo de las cornadas del toro

El peto, a lo largo de su historia, ha ido evolucionando en su conformación, pasando de una protección más sencilla a una más completa y fiable desde el punto de vista de la protección y movilidad de los caballos. Según Luis Nieto, el peto está "compuesto de dos lonas impearmeabilizadas, con relleno de algodón, también impermeabilizado, unido todo por un moteado de estambre, un faldoncillo enguatado de largo suficiente para proteger la bragada del caballo; con terminación guarnecida por ribetes de cuero, correadas de abrochar y desabrochar, tirantes en la parte central para evitar la subida de los extremos". Por esta razón, se pueden distinguir distintas piezas que conforman el propio peto:
- Los manguitos
- Las bragas o bragueras
- La pechera
- La montura
- El estribo

#### Innovaciones
En los últimos años distintos técnicos han trabajado en buscar nuevos materiales para el peto, que permitan aligerar el peso de todas las defensas y contribuyan a mejorar la movilidad del caballo y, por tanto, su estabilidad. Entre estos nuevos materiales, más resistentes y más flexibles, está el uso del kevlar, material utilizado habitualmente en los chalecos antibalas.